# 名間 (大字)
名間，原稱為湳仔，是臺灣南投縣名間鄉的一個傳統地域名稱，也是全鄉行政中心所在地，位於該鄉中部偏東南。相較於今日行政區，其範圍大致包括中山村、中正村、南雅村。

## 歷史
台灣清治末期至日治初期，名間地區為一街庄，稱為「湳仔庄」，隸屬於沙連下堡。該庄西北與頂新厝庄、下新厝庄為鄰，東北與番仔藔庄為鄰，東南邊為濁水庄，南邊及西南邊為炭藔庄。
1901年（日治明治三十四年）11月，全台廢縣廳改設二十廳，該庄隸屬於南投廳。1903年（明治三十六年）6月，該庄編入「濁水區」，隸屬於南投廳。1909年（明治四十二年）10月，合併二十廳為十二廳，濁水區仍隸屬於南投廳。1920年（大正九年），全台地方制度大改正，廢十二廳改設五州二廳，該庄改制並改名為「名間」大字，隸屬於臺中州南投郡名間庄。
戰後名間庄改制為名間鄉，隸屬於臺中縣，大字亦改制為村。1950年10月，中、彰、投分治，名間鄉改隸屬南投縣。

## 聚落
本地區發展較早的聚落有湳仔、中心崙、三欉楓等，在日治期初期的官方地圖上已有記載。此外，本地區尚有楓子腳、下灣仔、湳仔埔、頂廍等聚落。

## 交通
國道3號又稱「福爾摩沙高速公路」，是貫穿台灣西部的兩條縱向高速公路之一，大致以北北東—南南西走向蜿蜒經過名間地區東部，並於北側邊界外緣設有名間交流道，並以連絡道連接省道台3線。由此可快速前往台灣南北各地，或於更北側的中興系統交流道轉省道台76線以前往彰化平原。
省道台3線（彰南路）俗稱「內山公路」，是臺北至屏東的平面幹道，大致以北北西—南南東走向繞大彎轉西北微北—東南微南走向經過由本地區中部偏東地帶，並於本地區北部與國道3號名間交流道連絡道相會。由該道路向北北西可前往南投、草屯、霧峰、大里等地；向東南微南轉西南再轉南可前往竹山、林內、斗六、古坑等地。
縣道139乙線（名松路一段）是橫山至名間的道路，其東南側端點位於本地區中央偏東北東的省道台3線路口。由此向西轉西南西，出境後可前往頂新厝、松柏坑，再轉北可前往弓鞋、赤水、皮子寮、廍下、許厝寮東端、許厝寮與西施厝坪交界地帶、西施厝坪地區南部橫山聚落北郊並止於縣道139號轉角路口。
縣道152號（員集路）是大城鄉公館至名間的道路，其東側端點位於本地區東南部邊界外不遠處的省道台3線路口。由此向入境後轉西南微南再轉西南，出境後可前往二水、溪州、埤頭南部、竹塘、大城等地。
鄉道投25線（山腳巷）是南投至名間沿山腳地帶而行的道路，其南側端點位於本地區中部偏東北東的省道台3線路口暨縣道139乙線終點路口。由此向東北東轉北北西再轉東北再轉北北東出境後，可前往番子寮西部、包尾南部、包尾與茄苳腳交界地帶、三塊厝東南端並止於省道台14乙線路口。
鄉道投36線（名山路一段）是赤水至中山的道路，其東側端點位於本地區中部偏北的縣道139乙線路口。由此向西北微南直行，出境後可前往下新厝南端、頂新厝北部、赤水並止於縣道139乙線路口；向東南可前往名間市區西北郊並止於縣道139乙線另一路口。
鄉道投40線（下埔巷）是湳子埔至埔中的道路，其東側端點位於本地區西部的縣道139乙線路口。由此向南南東轉西再轉南南東再轉西再轉西南蜿蜒而行，出境後可前往炭寮西北部、炭寮與松柏坑交界地帶、松柏坑與頂新厝交界地帶、松柏坑南部的埔中聚落並止於鄉道投42線路口。
鄉道投42線（董門巷）是松柏坑至名間的道路，其東側端點位於本地區中部偏東南東的省道台3線路口。由此向西南微北蜿蜒而行，出境後可前往炭寮、松柏坑並止於其聚落東南側的縣道139乙線路口。

## 學校
- 名間國中
- 名間國小